# مردم نیاهندواروپایی
مردم نیا-هندو-اروپایی (به انگلیسی: Proto-Indo-European people) نامی‌است برانگاشته برای گویشوران زبان نیا-هندواروپایی، مردمانی که در روزگار پیشاتاریخ در اوراسیا می‌زیسته‌اند. آگاهی ما از این مردمان مبتنی بر تحقیقات گسترده در بازسازی زبانی، ژنتیکی و داده‌های باستان‌شناختی است. نیاهندواروپاییان نیاکان هندواروپاییان بوده‌اند. زمان زندگی این مردمان به دوران نوسنگی متاخر یا حدود هزاره چهارم پیش از میلاد بازمی‌گردد. هندواروپایی های نخستین بر پایه نظریه‌های گوناگون در جنوب قفقاز، ارمنستان، (فرضیه ارمنستان ) آناتولی (فرضیه آناتولی)یا سبزدشتهای کاسپی-پونتیدر روسیه کنونی(فرضیه گورکان) می زیستند. بسیاری از پژوهشگران فرضیه گورکان را بعنوان خاستگاه هندواروپایی ها قبول دارند. بر پایه یکی از نظریه‌ها در هزارهٔ دوم پیش از میلاد شاخه‌هایی از این مردمان به مناطق دیگر اوراسیا راهی شدند، از جمله در آناتولی (هیتی‌ها، اژه‌ای‌ها و تمدن میسنی) و شمار دیگری هم رهسپار اروپای غربی، جنوب سیبری و آسیای میانه شدند.به عقیده دکتر دیوید رایش اقوام هندواروپایی که مردمانی قبیله ای بودند، ممکن است از قفقاز سرچشمه گرفته باشند که بعد ها گروهی از انها به اروپای شرقی مهاجرت کردند، که باعث پیدایش فرهنگ یامنا شدند پیدایش این فرهنگ در مهاجرت گسترده اقوام هندواروپایی به اروپای مرکزی و غربی نقش موثری داشت بطوری که امروزه اکثر مردمان قاره اروپا از نوادگان این اقوام هستند.
اقوام هندواروپایی بعد از جدایی از هم، به شاخه‌های مختلفی تقسیم شدند که از جمله آن می‌توان به لاتین‌ها، اسلاوی‌ها، ژرمن‌ها، آریایی‌ها و سلتی‌ها اشاره کرد. بسیاری از پژوهشگران در گذشته نیاهندواروپایی‌ها و آریایی‌ها را یکی می‌انگاشتند ولی امروزه آریایی‌ها به‌عنوان شاخه‌ای از اقوام هندواروپایی نژاد محسوب می‌شود.
هاپولگروپ های R1b و R1a هاپولگروپ پدری این اقوام هستند، ولی هاپولگروب مادری این اقوام بجز این هاپولگروپ‌ها دارای هاپولگروپ‌های دیگری نیز هست.